# Ткач Ольга Михайлівна
Ткач Ольга Михайлівна (нар. 15 грудня 1983) — письменниця з Хмельницького, членкиня НСПУ. В центрі поетичної творчості письменниці — взаємовідносини людини з Богом.

## Біографія
Народилася 15 грудня 1983 р. у Хмельницькому. Закінчила Хмельницьку філію Відкритого міжнародного університету розвитку людини «Україна», за спеціальністю «Видавнича справа та редагування (напрям „Журналістика“)» та Інститут богословських наук Непорочної Діви Марії (м. Городок). отримавши диплом магістра богослов'я. У 2021 році перемогла у літературному конкурсі ім. Джона Буньяна. У 2023 стала лауреаткою обласної літературної премії імені Миколи Федунця за кращу поетичну збірку. У червні 2023 у видавництві "Ліра-К" вийшла друком її фентезійна повість "Невигаданий друг". Ця книга розпочинає серію «Дружба, що окрилює» та оповідає про дорослішання українського підлітка Сергія, у житті якого з'являється справжній дракон. У 2024 вийшла друга книга циклу "Невидимка", у якій перед читачем розкривається інша історія: головними героями є сирота Дана, яку виховує дідусь, та дракониця, що 40 років спала в яйці. 

## Творчість
Поетеса. Прозаїк. 
Авторка 7 збірок:
- «Мамо Україно» (Хмельницький: Міська друкарня, 1996),
- «Коханню кожен вік підвладний» (Хмельницький: Міська друкарня, 1998),
- «Відображення у дзеркалі життя» (Хмельницький: Міська друкарня, 2001),
- «На перехресті трьох вогнів» (Хмельницький: Міська друкарня, 2002),
- «Небесний дар» (Хмельницький: Видавництво С. Пантюка, 2007),
- «До обрію» (Житомир: Євенок О. О., 2020)[5].
- «У Творця не бува дрібниць»  (Житомир: ТОВ "Видавничий дім "Бук-Друк", 2022).

Авторка циклу фенезійних повістей для підлітків "Дружба, що окрилює":
- "Невигаданий друг" (Київ: Видавництво "Ліра-К", 2023)[6] - перша книга циклу.
- "Невидимка" (Київ: Видавництво "Ліра-К", 2024) - друга книга циклу.